# 魚池庄
魚池庄為1920年至1945年間存在之行政區，轄屬台中州新高郡。今南投縣魚池鄉。

## 街原名
原屬五城堡之魚池庄、司馬按庄、大林庄、長藔庄、木屐囒庄、加道坑庄、鹿蒿庄、新城庄、山楂脚庄、蓮華池庄、茅埔庄、猫囒庄、水社庄、頭社庄、銃櫃、大雁

## 行政區劃
魚池庄轄域內分為魚池、司馬按、大林、長寮、加道坑、木屐蘭、鹿蒿、茅埔、山楂脚、蓮華池、新城、貓蘭、水社、頭社、銃櫃、大雁十六個大字。
現今魚池鄉現有十三村，各村與日治時期大字對照如下：
| 大字名       | 現今村名   | 大字名       | 現今村名           | 大字名       | 現今村名   |
| ------------ | ---------- | ------------ | ------------------ | ------------ | ---------- |
| 魚池         | 魚池、東池 | 大林、司馬按 | 大林               | 木屐蘭       | 東光       |
| 長寮、加道坑 | 共和       | 新城、鹿蒿   | 新城               | 大雁、山楂腳 | 大雁       |
| 蓮華池、茅埔 | 五城       | 貓囒         | 中明               | 水社         | 水社、日月 |
| 頭社         | 頭社       | 銃櫃         | 銃櫃（後改名武登） |              |            |

## 設施

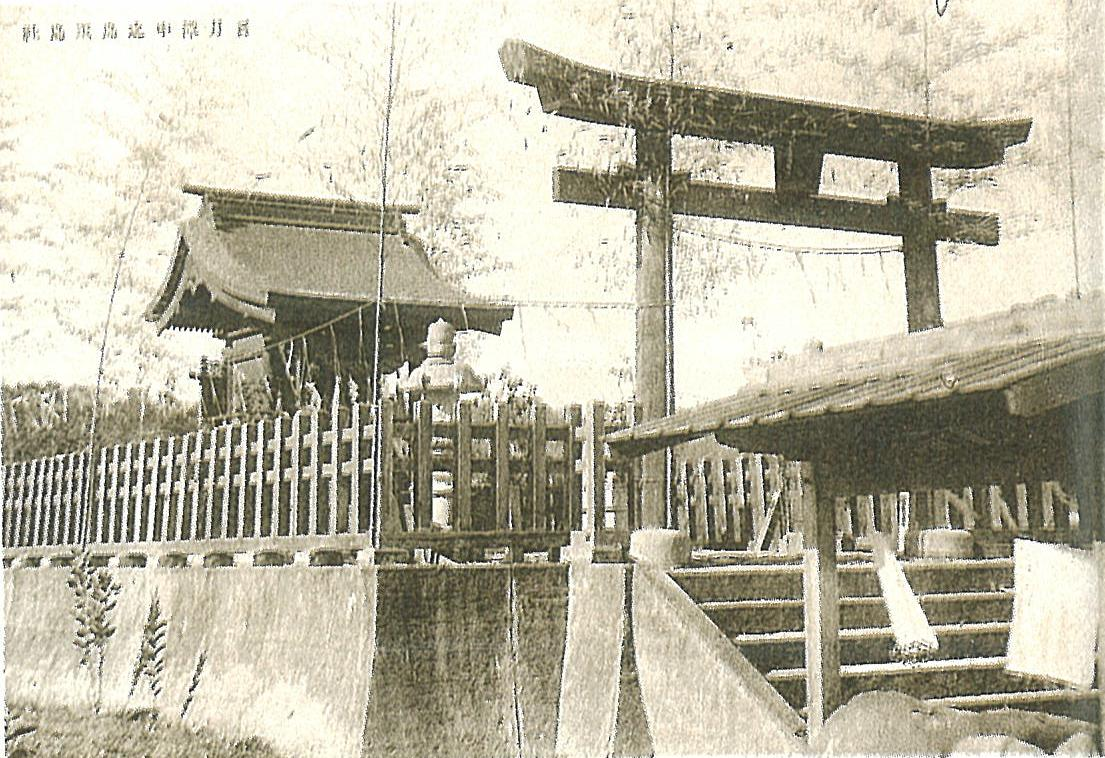
玉島社

機關
- 魚池庄役場
- 魚池消費市場
- 台灣總督府農業試驗所魚池紅茶試驗支所
- 營林所魚池出張所
- 臺灣總督府林業試驗所蓮華池支部

教育
- 魚池尋常小學校
- 魚池公學校
- 魚池公學校木屐囒分教場
- 頭社公學校

社寺
- 玉島社（日月潭中）

## 名所舊跡

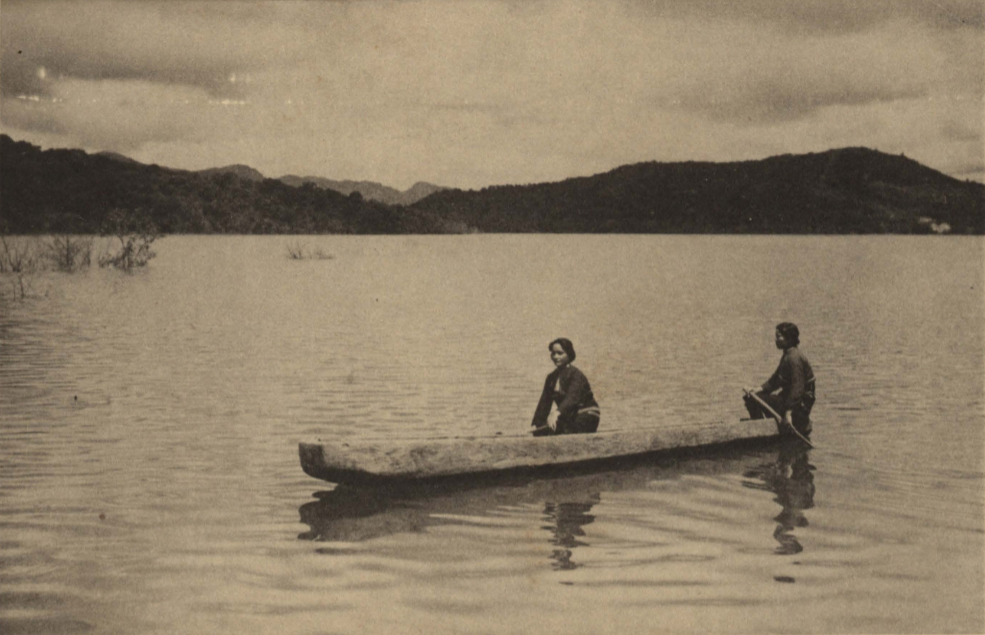
日月潭邵族獨木舟

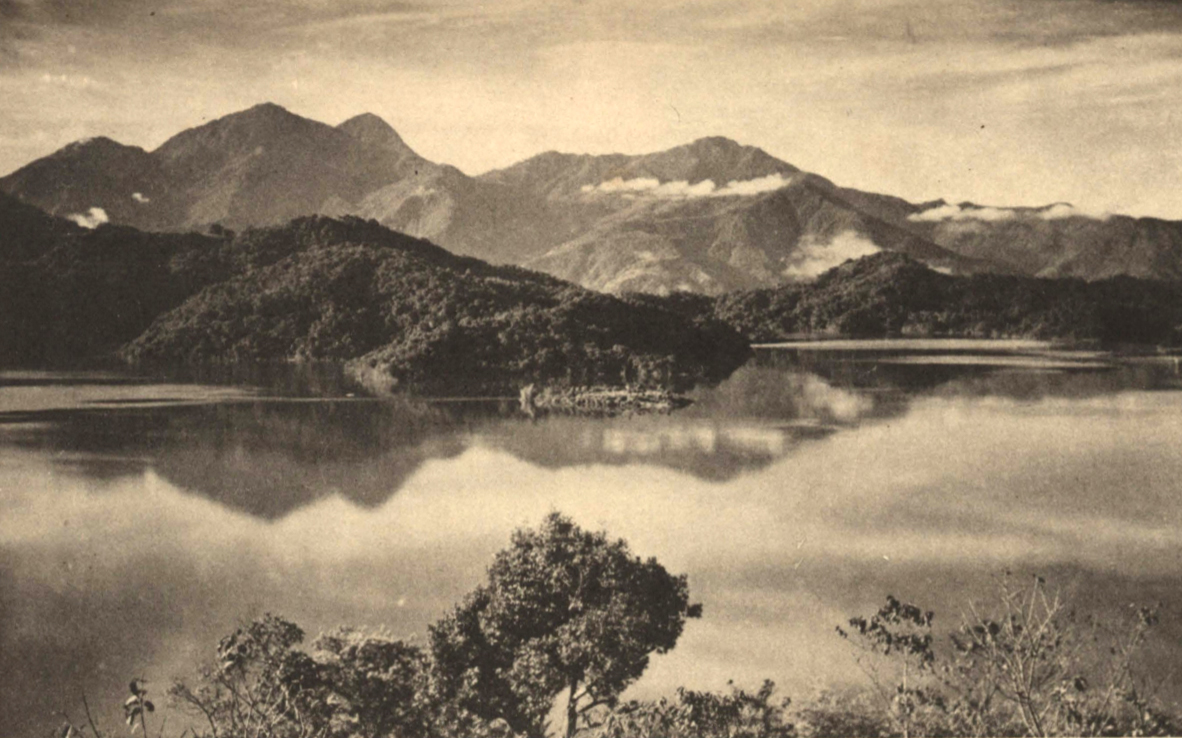
日月潭景觀

- 日月潭

## 會社
- 日月潭遊覽船株式會社
- 日月潭漁業協同組合
- 台灣紅茶株式會社
- 台灣經世新報埔里支局
- 魚池信用購買組合
- 日月潭自動車商會魚池出張所
- 二高自動車出事會社魚池出張所
- 涵碧樓